# شاه‌سنجاقک آبی
شاه‌سنجاقک آبی (نام علمی: Anax imperator) نام یک گونه از سرده شاه‌آسیابک است.